# Veerst Sogn
Veerst Sogn ist eine Kirchspielsgemeinde (dänisch: Sogn)  im südlichen Dänemark. Bis 1970 gehörte sie zur Harde Anst Herred im damaligen Ribe Amt, danach zur Vejen Kommune im erweiterten Ribe Amt, die im Zuge der  Kommunalreform zum 1. Januar 2007 in der „neuen“  Vejen Kommune in der Region Syddanmark aufgegangen ist.
Im Kirchspiel leben 549 Einwohner (Stand:1. Januar 2023). Im Kirchspiel liegt die Kirche „Veerst Kirke“.
Nachbargemeinden sind im Süden Gesten Sogn und im Westen Bække Sogn, ferner in der benachbarten Billund Kommune im Nordwesten Vorbasse Sogn, in der Vejle Kommune.im Norden Egtved Sogn und in der Kolding Kommune im Osten Jordrup Sogn und im Südosten Lejrskov Sogn.

## Persönlichkeiten
- Alfred Jensen (1891–1978), Turner